# چاله جلوچشمی

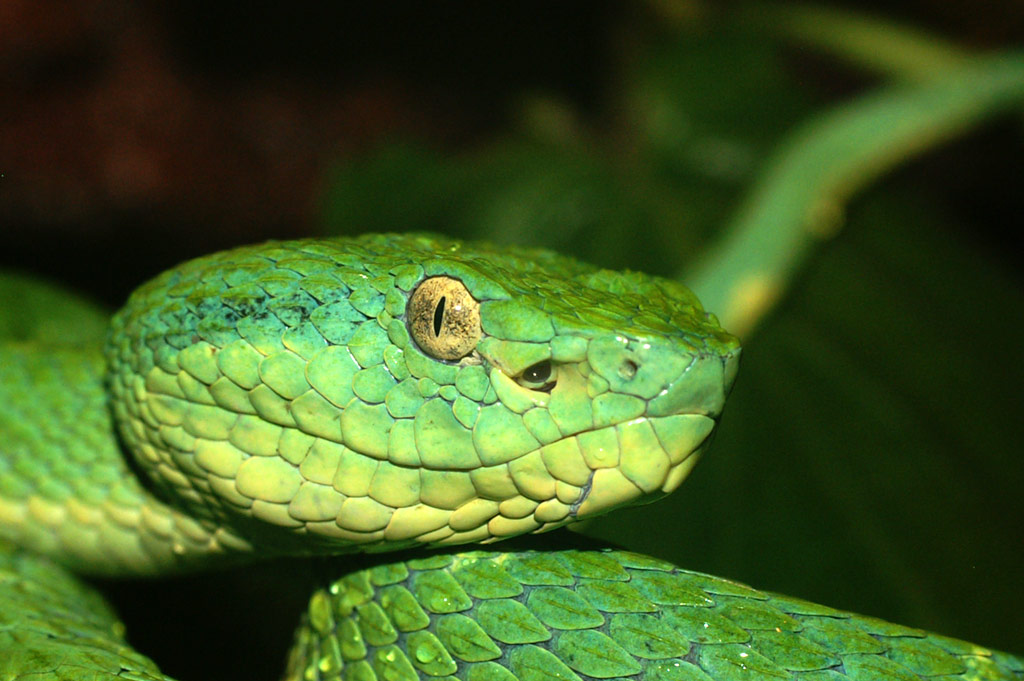
Bothriechis lateralis. چالهٔ جلوچشمی که بین چشم و سوراخ بینی قابل دیدن است.

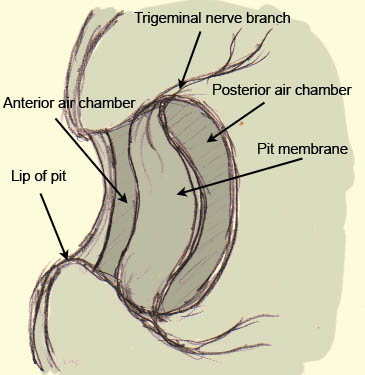
نمودار چاله جلوچشمی.

چالهٔ جلوچشمی (به انگلیسی: Loreal pit)، فرورفتگی عمیق یا گودالی در چشم تا نوک در دو سوی سر در افعی‌های چاله‌ای (مارهای کروتالین) است. این ناحیه در جلوی چشم و پشت سوراخ بینی قرار دارد، اما در زیر خطی بین مرکز هر کدام قرار دارد. این دهانه بیرونی برای یک اندام تشخیص پرتو فروسرخ بسیار حساس است. چاله جلوچشمی با پولک‌های لکونال محدود شده‌است. چاله جلوی چشمی همچنین به عنوان بخشی از یک سیستم تنظیم‌کنندۀ گرما عمل می‌کند و به افعی‌های چاله‌دار توانایی حفظ دمای بدن خود را می‌دهد.